# Хімічна атака на Хан-Шейхун
Хімічна атака на Хан-Шейхун — військовий авіаудар сирійської урядової авіації по місту Хан-Шейхун в провінції Ідліб, який відбувся 4 квітня 2017 року. Під час нападу було використано отруйну речовину нервово-паралітичної дії, зарин. Таким чином інцидент став 175 відомою атакою із застосуванням хімічної зброї за весь час громадянської війни в Сирії.
Під час авіаудару місто перебувало під контролем ісламістського угруповання Тахрір аш-Шам, раніше відомого як Фронт аль-Нусра. Після бомбардування відбулось масове отруєння цивільного населення органічними фосфатами. Згідно з повідомленнями органу охорони здоров'я провінції Ідліб, викид нервово-паралітичного газу став причиною смерті щонайменше 74 людей, близько 300—600 осіб зазнали поранень. Організація ЮНІСЕФ повідомила також про щонайменше 27 убитих дітей.
Напад став найбільш смертоносним використанням хімічної зброї в сирійській громадянській війні після газової атаки на Гуту в 2013 році, викликавши неабиякий резонанс і обурення у міжнародній спільноті. Рада Безпеки ООН двічі намагалась прийняти резолюцію, яка засуджує сирійський уряд, проте в обох випадках Росія наклала вето на документ.
У відповідь на воєнний злочин Сполучені Штати запустили 59 крилатих ракет «Томагавк» по авіабазі Шайрат, яка, на думку розвідслужби США, була джерелом нападу. 7 і 8 квітня місто знову зазнало нападів з боку урядових літаків, цього разу з використанням звичайних бомб, в результаті чого одна людина загинула.

## Передісторія

Карта, що показує лінію фронту під час атаки, із зазначенням місця удару, позначеного заштрихованим колом

За даними американської розвідки, попри взяті на себе зобов'язання в 2013 році, сирійський уряд зберіг певну кількість бойових отруйних речовин та засобів їх застосування. Так, за словами колишнього сирійського генерала Захер ас-Саката, який втік з Сирії в 2013 році, режим Асада мав щонайменше  2000 тонн забороненої зброї, зокрема зарину, речовини-прекурсори, авіаційні бомби і хімічні боєголовки для ракет типу «Скад».
Командування країни мало намір застосування отруйних речовин проти свої опонентів з метою запобігти втраті територій, які воно розглядає як критично важливі для власного існування. Таким чином, атака на Хан-Шейхун здійснена у відповідь на наступ опозиції на півночі провінції Хама.
25 березня 2017 року сталась атака із використанням імпровізованої хімічної бомби начиненої хлором по лікарні в місті аль-Латаміна, в результаті якої загинуло три особи (в тому числі лікар Алі Дарвіш з пацієнтом), ушкоджень зазнали 35 чоловік. Так само не привернула уваги наступна атака, яка сталась 30 березня того ж року: режим Ассада здійснив авіаційний удар по місту аль-Латаміна із використанням зарину. В результаті атаки постраждало близько 70 чоловік.

## Хід подій
Напад стався 4 квітня 2017 року близько 6:40-6:50 ранку за місцевим часом (3:40-3:50 GMT), однак не раніше 6:30. В цей час більшість жителів, зокрема дітей, знаходилися у своїх будинках. Погода була сонячна і безвітряна, з ясним небом. По місту Хан-Шейхун було випущено чотири ракети, в одній з яких містився отруйний газ. Вона потрапила в житловий квартал в північній частині міста. Свідки повідомили про появу дивного запаху приблизно через десять хвилин після авіаудару, потім з'явилися видимі симптоми отруєння.
Атака була здійснена 2 літаками Су-22 сирійських ВПС (по даним повстанців, позивні пілотів — Quds 1 і Quds 6), які піднялися з військової бази Шайрат. Рішення про здійснення цієї атаки було ухвалено на найвищих рівнях в ієрархії режиму Ассада. Літак з'явився в районі Хан-Шейхун приблизно за 20 хвилин до появи повідомлень про хімічну атаку і покинув цей район незабаром після її нанесення.
За штурвалом літака був генерал Мохамед Хасурі (англ. Mohammed Hasouri), якого вважають виконавцем низки попередніх хімічних атак. Невдовзі він отримав привітання від керівника генерального штабу сирійської армії Алі Абдула Аюба (англ. Ali Abdullah Ayoub) «за успішне знищення сховищ зброї Аль-Каїди в Хан-Шейхуні». Працівники волонтерської організації «Білі каски» повідомили, що було чотири незвично слабкі вибухи.
Медичні працівники та свідки вказували на те, що напад відрізнявся від тих, які були в минулому. Тоді сирійські ВПС використовували боєприпаси з хлорним газом, який вбивав людей переважно у замкнутих приміщеннях і будівлях. На відміну від отруєння хлором, в даній атаці, загинуло багато людей, що перебували на вулиці. Не було й типового для хлору зеленого диму. Ніяких видимих травм або будь-яких слідів пошкоджень у поранених і загиблих виявлено не було. Навпаки, характер вражень вказує на дію нервово-паралітичних речовин, зарину або зарин-подібної речовини.
У потерпілих були виявлені такі симптоми, як звуження зіниць, холод в кінцівках, конвульсії, виділення темно-жовтої піни і крові з рота, зниження частоти серцевих скорочень, низький кров'яний тиск. Перші волонтери місцевої цивільної оборони, які прибули на місце вибуху на півночі міста відразу ж відчули на собі дію отруйної речовини. Друга та третя команда рятівників, які дістались вогнища зараження, вдягнули тільки звичайні марлеві пов'язки на обличчя. За інформацією, опублікованою в соціальних мережах після атаки, особи, котрі надавали першу допомогу і які здійснювали евакуацію, також зазнали труднощів з диханням, а деякі непритомніли після контакту з жертвами.
За словами місцевого мешканця Абу аль-Бараа, який серед перших опинився на місці подій, побачив на землі «дітей, що помирали у судомах, намагаючись схопити повітря посинілими губами. Всюди, на дахах та всередині будинків, у підвалах, на вулиці лежали тіла загиблих». Медичні джерела в Ідлібі відразу після нападу повідомили, що понад 58 осіб, включаючи 11 дітей, були вбиті, ще більше 300 зазнали поранень.
До 7:30 ранку близько 100 поранених були доставлені в місцевий польовий госпіталь. Директор відділу охорони здоров'я провінції Ідліб Мохамад Фірас аль-Жунді заявив, що у постраждалих спостерігається задуха, рідина в легенях, втрата свідомості, спазм і параліч. Через кілька годин після хімічної атаки, приблизно об 13:10 години за місцевим часом, центр цивільної оборони з прилеглим шпиталем, що частково знаходився під землею, теж зазнав бомбового удару. На нього було скинуто близько 8-10 бомб. За словами американського чиновника, який побажав залишитись анонімним, російський розвідувальний БПЛА здійснював спостереження за місцем хімічної атаки та шпиталем перед тим, як «літак російського виробництва» здійснив по ньому бомбовий удар.
За словами доктора Абдель Хей Теннарі, який лікував 22 жертв нападу, симптоми відповідають симптомам впливу зарину. За повідомленнями, у пацієнтів, які отримали атропін і пралідоксім, протиотруту від зарину, приблизно за годину медичний стан стабілізувався.

### Аналізи зразків
Після хіматаки рятувальники зібрали зразки ґрунту і тканин й відправляли їх на аналіз західним розвідникам. 6 квітня міністерство охорони здоров'я Туреччини, яке провело розтин загиблих людей, повідомило, що в ході нападу використовувався зарин. 11 квітня міністр охорони здоров'я Туреччини Реджеп Акдаг підтвердив наявність у крові і сечі постраждалих ізопропілового ефіру фтор ангідриду метилфософонової кислоти, що є метаболітом зарину.

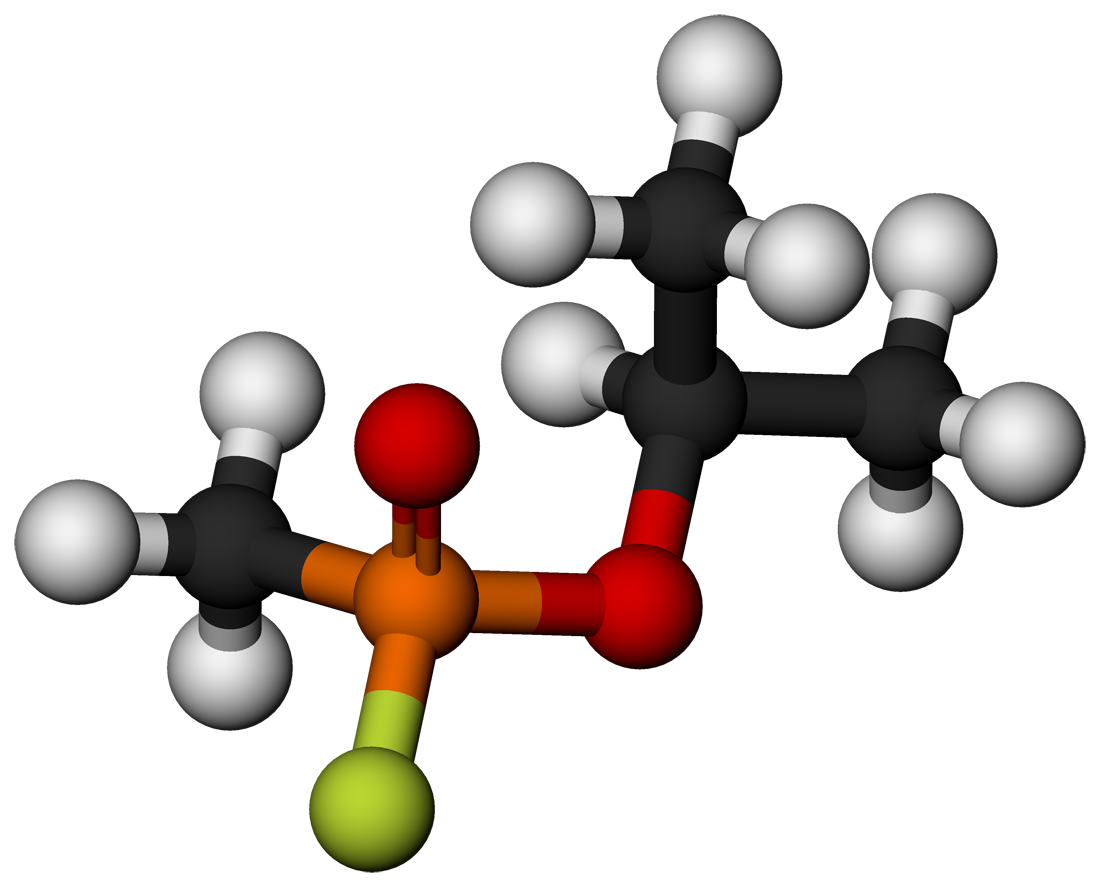
Тривимірна модель молекули зарину

13 квітня 2017 року британська делегація до ОЗХЗ заявила, що проведений британськими вченими аналіз забраних на місці атаки зразків показав наявність у них зарину або зарин-подібної отруйної речовини. 19 квітня 2017 року британська делегація до ОЗХЗ заявила, що генеральний директор організації підвтердив застосування зарину або подібної речовини. Такого самого висновку вже дійшли лабораторії в Туреччині та Великій Британії.
Того ж дня, генеральний директор ОЗХЗ Ахмет Узюмджю підтвердив раніше оголошені висновки: «результати аналізів отримані в чотирьох сертифікованих лабораторіях підтверджують, що постраждалі були піддані дії зарину або подібної на зарин речовини. Докладніших результатів аналізів доведеться ще почекати, але вже отримані аналітичні результати беззаперечні».
Біологічні зразки з трьох жертв атаки зібрані під час їх аутопсії були проаналізовані у двох сертифікованих лабораторіях. Ще дві сертифіковані лабораторії провели аналіз біологічних зразків, зібраних у сімох жертв атаки, що проходили медичне лікування у шпиталях. Всі ці аналізи підтвердили вплив на жертв зарину або подібної на нього речовини. Тим часом, «місія зі збору первинних даних» (англ. Fact-Finding Mission) продовжує свою роботу стосовно атаки та буде готова оприлюднити свою доповідь приблизно через два тижні.
30 січня 2018 року агенція Ройтерз із посиланням на дипломатів та «обізнані джерела» повідомила, що результати хімічних аналізів в лабораторіях ОЗХЗ встановили зв'язок між хімічними атаками в Гуті, Хан-Шейхун та Хан аль-Ассал (Алеппо, сталась в березні 2013 року). У всіх зразках були виявлені ті самі маркери, що і в отруйних речовинах з арсеналу сирійської арабської армії.

### Розсекречена доповідь французької розвідки
26 квітня 2017 року міністерство закордонних справ Франції оприлюднило спільну з французькою розвідкою доповідь, в якій підтвердило застосування зарину в атаці на Хан-Шейхун, поклавши відповідальність на режим Асада, та рішуче відкинувши всі альтернативні «теорії» стосовно атаки. Французьким фахівцям вдалось взяти аналізи ґрунту та крові постраждалих ще в день атаки.
Вони довели наявність зарину та домішок у складі діізопропилу метилфосфонату (diisopropyl methylphosphonate, DIMP), який утворюється в процесі синтезу зарину із ізопропанолом та дифлуоридом метилфосфонату (methylphosphonyl difluoride, DF), та уротропіну (гексаміну), який сирійські військові хіміки використовують як стабілізатор зарину. Згідно з доповіддю французької розвідки, «тільки Башар Асад і кілька впливових членів його оточення мали право віддавати наказ про застосування хімічної зброї».
Також французька розвідка висловила припущення, що режим Асада недобросовісно поставився до взятих на себе зобов'язань в 2013 році та приховав від міжнародних інспекторів хімічну зброю та компоненти для її виготовлення. Сирійський уряд зберіг здатність виготовляти, зберігати та застосовувати хімічну зброю.

## Відповідальність

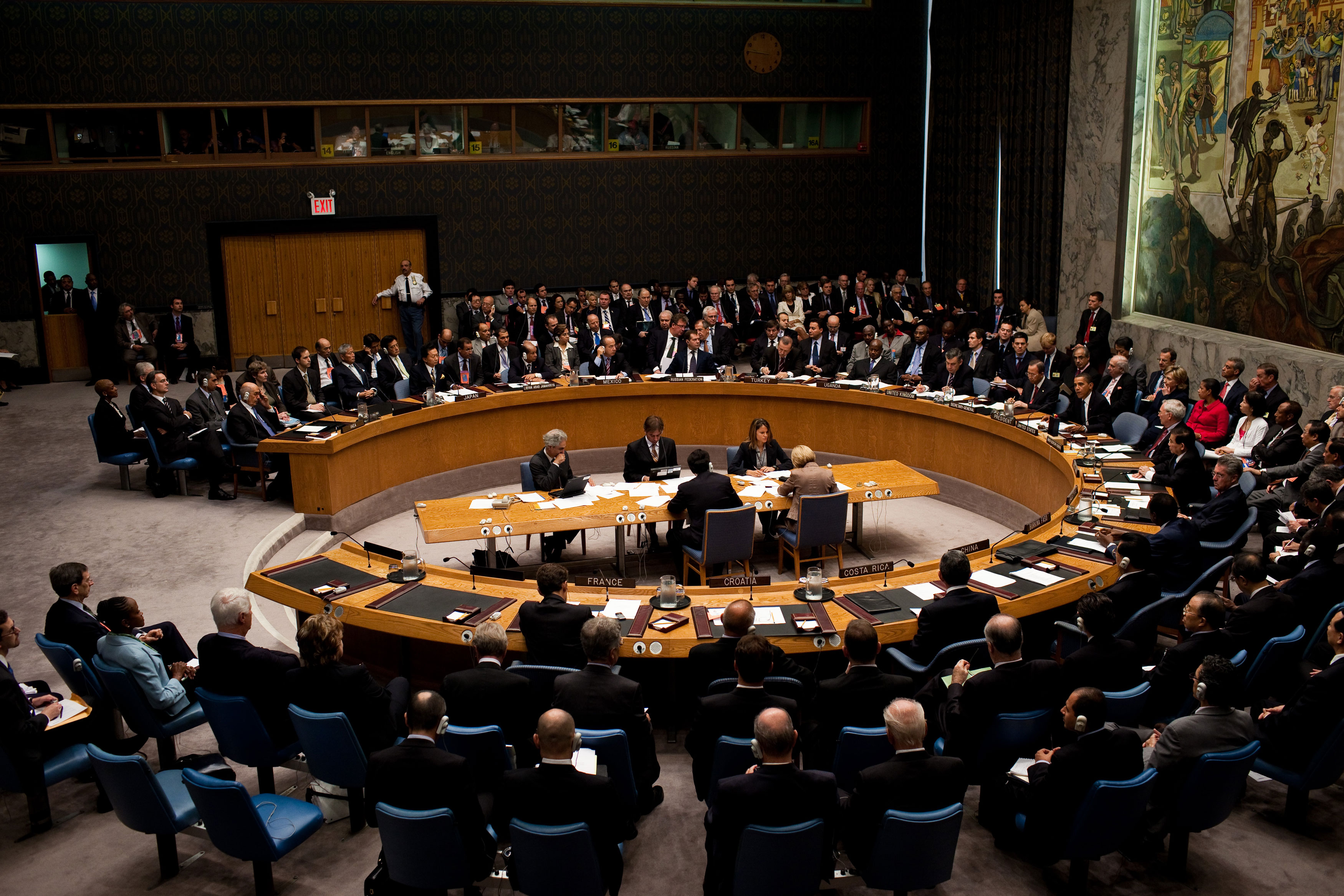
Рада Безпеки ООН

Після проведення хіматаки сесія Ради Безпеки ООН одностайно оголосила про необхідність проведення розслідування з приводу хімічного нападу. Організація із заборони хімічної зброї (ОЗХЗ) повідомила, що розслідування інциденту триває. Президент Сполучених Штатів Дональд Трамп, а також міністр закордонних справ Великої Британії Борис Джонсон звинуватили в нападі сирійського диктатора Башара Асада.
На думку багатьох країн і урядів, вина за дії лежить на сирійському диктаторі. Росія традиційно заперечує відповідальність свого союзника, називаючи смертельні випадки результатом викиду газу після авіаудару сирійського уряду по «повстанському заводу з виробництва хімічної зброї», який нібито знаходився в східній окраїні міста. Цим російська влада перекладає відповідальність на повстанців. Однак ніяких документальних підтверджень російської версії немає. Сирійський президент взагалі назвав хіматаку «стовідсотково сфальсифікованою» й звинуватив країни Заходу у використанні ситуації в Хан-Шейхуні як приводу для завдання удару по сирійській армії з боку США.
За даними опозиційного медіа-центру в Ідлібі, хімічний реагент мав характеристики зарину. Національна коаліція сирійських революційних і опозиційних сил звинуватила баасистський уряд і сирійські збройні сили в проведенні цього нападу і закликала Раду Безпеки ООН до невідкладного розслідування даного інциденту.
Згідно з результатами розслідування, проведеного Human Rights Watch, атака була здійснена урядовими силами з використанням радянських військових бомб KhAB-250. 30 червня 2017 року була оприлюднена доповідь ОЗХЗ, в якій було підтверджено, що в Хан-Шейхуні був використаний зарин або подібна до нього нервово-паралітична отруйна речовина. З такими результатами була змушена погодитися навіть Росія, представники якої зазначили, що у них немає підстав не довіряти висновкам організації. Наступним кроком організація спробує встановити відповідальних за атаку.
6 вересня 2017 Комісія Організації Об'єднаних Націй з розслідування подій у Сирії оголосила, що на основі «значного обсягу інформації» відповідальним за газову атаку, яка забрала життя 83 осіб, є уряд Сирії.

### Позиція уряду США

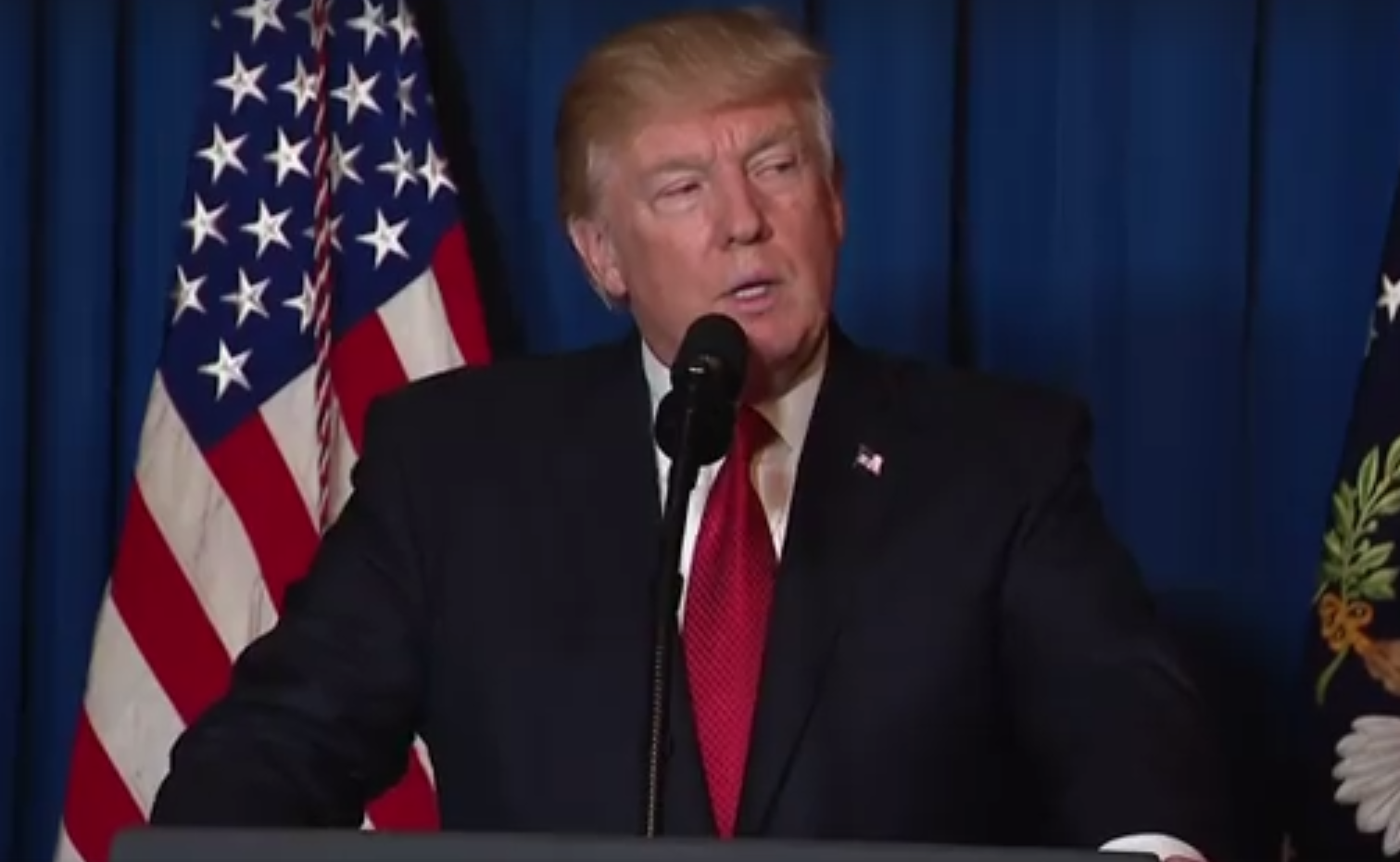
Президент Трамп звертається до нації після ракетних ударів у відповідь на хімічну атаку в Сирії

Уряд США стверджує, щощо саме Башар Асад стоїть за хімічною атакою. Дональд Трамп під час своєї зустрічі з королем Йорданії Абдаллою II назвав цей напад «ганебним», заявивши, що «цивілізований світ» не може його ігнорувати. Американський президент назвав дії Асада наслідком «слабкості і нерішучості минулої адміністрації» Барака Обами.
Держсекретар США Рекс Тіллерсон в ефірі американського телеканалу CBS висловив думку, що відповідальність за загибель мирного населення лежить на Росії, оскільки саме вона свого часу взяла на себе відповідальність за процес знищення запасів хімічної зброї в Сирії і гарантувала повну заборону його виробництва. Тіллерсон заявив: «будь-хто, який використовує хімічну зброю для нападу на свій власний народ, демонструє фундаментальну зневагу до людської порядності і повинен нести відповідальність».
Представник США в ООН Ніккі Гейлі заявила, що «повалення режиму Башара Асада в Сирії є пріоритетним завданням адміністрації президента США Дональда Трампа». За її словами, «коли Організація Об'єднаних Націй послідовно не виконує свого обов'язку діяти колективно, в житті держав наступають моменти, коли вони змушені робити свої власні дії», маючи на увазі, що якщо міжнародна організація не зможе притягнути сирійського президента до відповідальності за застосування хімічної зброї проти цивільних осіб, США будуть діяти самостійно.
Неназване джерело в американському уряді повідомило інформаційній агенції Associated Press, що на думку американської розвідки російські військові не могли не знати про підготовку хімічної атаки на авіабазі, яку вони використовували спільно з сирійськими колегами. Через це, разом із низкою додаткових доказів, американська сторона вважає, що Росії наперед було відомо про майбутню атаку.

### Розсекречена доповідь Адміністрації Президента США
11 квітня 2017 року адміністрація Президента США оприлюднила відкриту доповідь стосовно хімічної атаки. В ній було зазначено, що висновки про застосування режимом Ассада хімічної зброї спирались на дані радіоелектронної та супутникової розвідки, лабораторний аналіз фізіологічних зразків, зібраних у численних жертв атаки, а також вагомий масив вірогідних повідомлень у відкритих джерелах. Попри неможливість розкрити всі джерела та методи, доповідь описала перебіг хімічної атаки, а також спростувала низку інформаційно-психологічних операцій Кремля з приховування правди про неї.

## Заперечення атаки
Російське керівництво та підтримуваний ним режим Ассада розпочали кампанію дезінформування з метою приховування своєї відповідальності за хімічну атаку. Серед іншого, речник МЗС Росії Марія Захарова назвала хімічну атаку «провокацією», а доступні відео свідків з місця подій «постановочними». Проте, на думку адміністрації Президента США, опозиція не мала можливості бездоганно сфабрикувати таку кількість відео матеріалів такої якості. Тим більше, дані медичних лабораторій міжнародних медичних організацій та лікарень в Туреччині.

### Сховище зброї
Далі російське керівництво стало наполягати на тому, що масове отруєння відбулось внаслідок витоку речовини після авіаудару літаків сирійських ВПС по сховищу зброї «терористів» в східному передмісті Хан-Шейхун. Втім, ця версія була спростована представником сирійських ВПС в інтерв'ю російським державним ЗМІ, а також даними з супутникових знімків, з яких випливає (разом із даними свідків), що епіцентр хімічної атаки розташований навколо кратера від вибуху боєприпасу посеред вулиці на півночі міста. Крім того, названий час атаки — 11:30-12:30 за місцевим часом — щонайменше на 4 години пізніший за перші повідомлення свідків і журналістів про хімічну атаку.
Журналіст видання Guardian Карім Шахін, перший західний журналіст, який відвідав Хан-Шейхун після нападу, оглянув приміщення, які російська пропаганда назвала «сховищем зброї терористів», але знайшов там лише закинуті й покриті шаром пилу елеватори без жодних ознак зберігання в них ані звичайної, ані хімічної зброї. За словами мешканців міста, вони були пошкоджені в повітряних нальотах ще шість місяців до хіматаки і відтоді ними ніхто не користувався.
Російська версія про сховище або лабораторію з виготовлення хімічних боєприпасів не витримує критики й через закони хімії. Так, за словами експерта, волонтера групи Bellingcat Дани Касцети (англ. Dan Kaszeta) зазвичай зарин використовують як бінарну зброю, а зберігають у вигляді прекурсорів для його виготовлення: ізопропілового спирту та дифлуориду метилфосфенілу. При влученні звичайного боєприпасу спирт одразу б спалахнув і вигорів. Але навіть якщо припустити, що сирійсько-російським військовим було відомо про зберігання хімічної зброї, атака на її сховище є все тією ж хімічною атакою, але через «посередника».
Залишки боєприпасу та незначний вплив на навколишні будинки (непритаманний звичайним, фугасним боєприпасам) характерні для хімічної зброї.
В цілому, на думку адміністрації Президента США, реакція режиму президента Путіна на хімічну атаку в Хан-Шейхуні аналогічна попереднім відповідям на вкрай обурливі дії. Російська попаганда поширювала декілька взаємно виключних версій з метою збити з пантелику та посіяти сумнів у міжнародному середовищі. Так само режим президента Путіна намагався заглушити доповіді ОЗХЗ, а також «спільний механізм розслідувань» ООН (у створенні якого Росія брала безпосередню участь), в яких було підтверджено численні випадки застосування режимом Ассада хімічної зброї вже після угоди 2013 року.

### «Альтернативні» гіпотези
Окрім російської та сирійської державної пропаганди, конспірологічні й «альтернативні» теорії і «розслідування» просувалися деякими ЗМІ чи окремими журналістами і дослідниками. Як правило, вони критично оцінюють американське політичне керівництво й намагаються дискредитувати його політику щодо Сирії. Так, після появи доповіді адміністрації Президента США про хімічну атаку російський пропагандистський телеканал RT піддав її різкій критиці й представив свою версію ходу подій. Інформаційне агентство навело думку багаторічного критика уряду США, професора Массачусетського технологічного інституту Теодора Постола. Статус професора MIT надає йому особливу популярність серед прихильників теорій змови, які апелюють до його робіт і наукового ступеня, стверджуючи, що атака була «провокацією».
12 квітня науковець, ґрунтуючись на своєму власному аналізі фотоматеріалів, випустив 14-сторінковий огляд, в якому оголосив звіт розвідки США «явно помилковим, оманливим і дилетантським». Постол зазначив, що «єдиним джерелом у документі, який підтверджує вину сирійського уряду, є вирва», залишена від попадання боєприпасу. Натомість, критик висунув версію, за якою зарин був нібито розпорошений імпровізованим вибуховим пристроєм, створеним повстанцями «Аль-Каїди» з частини 122-міліметрової ракети, заповненої зарином і згодом підірваної, що й привело до загибелі мирних мешканців. Жодних доказів на підтвердження своєї гіпотези Теодор Постол не навів.
25 червня 2017 року німецька газета Die Welt опублікувала статтю американського журналіста та критика уряду США Сеймура Херша «Trump's Red Line», в якій пропонується інакша альтернатива «офіційній» версії подій. Згідно з нею сирійська авіація справді завдавала удару. Однак, як стверджує дослідник, не по житловим кварталам, а по «зустрічі джихадистів» за допомогою поставленої Росією «скоригованої авіабомби зі звичайною бойовою частиною». Автор теорії стверджує, що ціллю ВПС став «двоповерховий бетонний будинок в північній частині міста», в якому містилися «ракети, зброя і боєприпаси, а також продукти, призначені для безкоштовної роздачі місцевим жителям, в тому числі медикаменти і знезаражувальні речовини на основі хлору». Херш не вказав точного місця розташування згаданої будівлі.

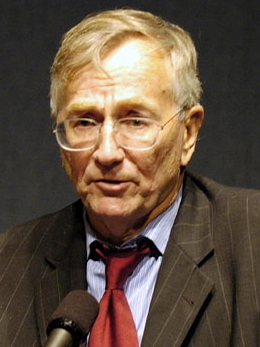
Сеймур Херш

Відповідно до анонімного джерела Сеймура Херша, Росія детально спостерігала за цим місцем, зокрема «з безпілотника протягом декількох днів», встановлюючи, чи воно справді використовується як місце зустрічі джихадистів. О 6:55 ранку 4 квітня ця територія, за словами журналіста, була вражена 500-фунтовою бомбою, яка «викликала кілька вторинних вибухів, в результаті чого могла виникнути величезна хмара токсинів». Вона нібито поширилася по місту, утворившись у результаті викиду добрив, дезинфікуючих речовин та інших хімікатів, що зберігалися в підвалі будинку терористів. Саме це й призвело до загибелі мирних жителів, — стверджується в «альтернативній» версії. Базуючись на ній, репортер доводить, що Дональд Трамп віддав наказ атакувати авіабазу Шайрат, хоч і знав про «непричетність» Асада.
Такі заяви Сеймура Херша, як зазначає дослідницька мережа Bellingcat, базуються виключно на «жменьці анонімних джерел». «Автор не наводить жодних інших свідчень на підтримку своїх заяв та ігнорує або просто відкидає будь-які свідчення, що спростовують його версію», — такого висновку притримуються опоненти висунутої гіпотези ходу подій. Теорія також суперечить самим сирійським заявам, оскільки міністр закордонних справ Сирії Валід Муаллем через два дні після авіаудару заявляв, що перша атака сталась о 8:30 за місцевим часом, а не о 6:55. Ні Росія, ні Сирія взагалі не згадували про жодне «місце зустрічі джихадистів», а територію авіаудару описували як «великий склад в районі східної околиці населеного пункту», а не «двоповерховий бетонний будинок в північній частині міста». Однак, ключовою прогалиною у теорії журналіста стало твердження про використання хлору, хоча ця гіпотеза була відкинута висновками ОЗХО ще на ранніх стадіях розслідування.

### Версія про сфабриковані докази
Ще одна версія, яку намагалось просувати російське керівництво, полягала у дискредитації наявних доказів у відкритих джерелах — репортажів з місця подій викладених свідками атаки на популярні служби відео хостингу (в тому числі YouTube). Так, наприклад, речник МЗС РФ Марія Захарова назвала ці фото та відео «постановочними» та «сфабрикованими». Те саме намагався довести постійний представник Росії при ОЗХЗ Олександр Шульгін.
На засіданні 19 квітня 2017 року директор депортаменту МЗС РФ з питань нерасповсюдження та контролю над озброєннями Михайло Ульянов намагався довести «колегам» постановочний характер оприлюднених відео. Йому вдалось віднайти кадри, на яких діти-жертви атаки були показані з розширеними зіницями, а воронка від вибуху має характер непритаманний авіаційній бомбі або ракеті.
Крім того, міністерство оборони Росії заявило про відстуність «об'єктивних доказів» хімічної атаки, заявивши, що всі звинувачення начебто спираються лише на 2 відео місцевих підрозділів сирійської цивільної оборони (так званих «Білих шоломів»).
11 квітня Володимир Путін заявив, що володіє інформацією про підготовку неназваними особами провокацій із застосуванням хімічної зброї в різних регіонах Сирії, де знову буде підкинута «якась речовина», а провина покладена на «офіційну сирійську владу». Те саме заявив і Сергій Лавров.
Аналогічну версію висловлювала стаття агенції аль-Масдар, яка була розрекламована через російську мережу ботів у соціальних мережах. Лояльне до Ассада видання з редакцією в Бейруті опублікувало статтю, в якій назвала атаку вигаданою, а докази — сфальсифікованими. Невдовзі вона була підхоплена та поширена через російську мережу облікових записів у соціальних мережах з хештегом #SyriaHoax та помічена американськими користувачами, популярними серед альтернативних правих зокрема, Майком Церновичем (англ. Mike Cernovich). Вже через кілька годин після ракетного удару по авіабазі Шайрат цей хештег опинився на першому місці серед трендових тем в американському сегменті Twitter.

## Наслідки
5 квітня 2017 року відбулось засідання Ради Безпеки ООН, на якому був розглянутий проект резолюції запропонований Францією, Великою Британією, та Сполученими штатами. На засіданні була заслухана доповідь високого представника з питань роззброєння Кім Вон-Су. Було висловлено одноголосне обурення застосуванням хімічної зброї, проте різні представники представили різні версії подій та відповідальних за цей злочин. На тлі засудження режиму Ассада більшістю представників, представник Російської Федерації заявив про фальсифікацію даних та спроби нав'язати цією резолюцією «необхідні факти» перед завершенням розслідування. Представник Сирії заявив, що дане засідання вкотре доводить, що його країна стала жертвою подвійної атаки — постійних членів РБ ООН та терористичних угрупувань під їхнім керівництвом.

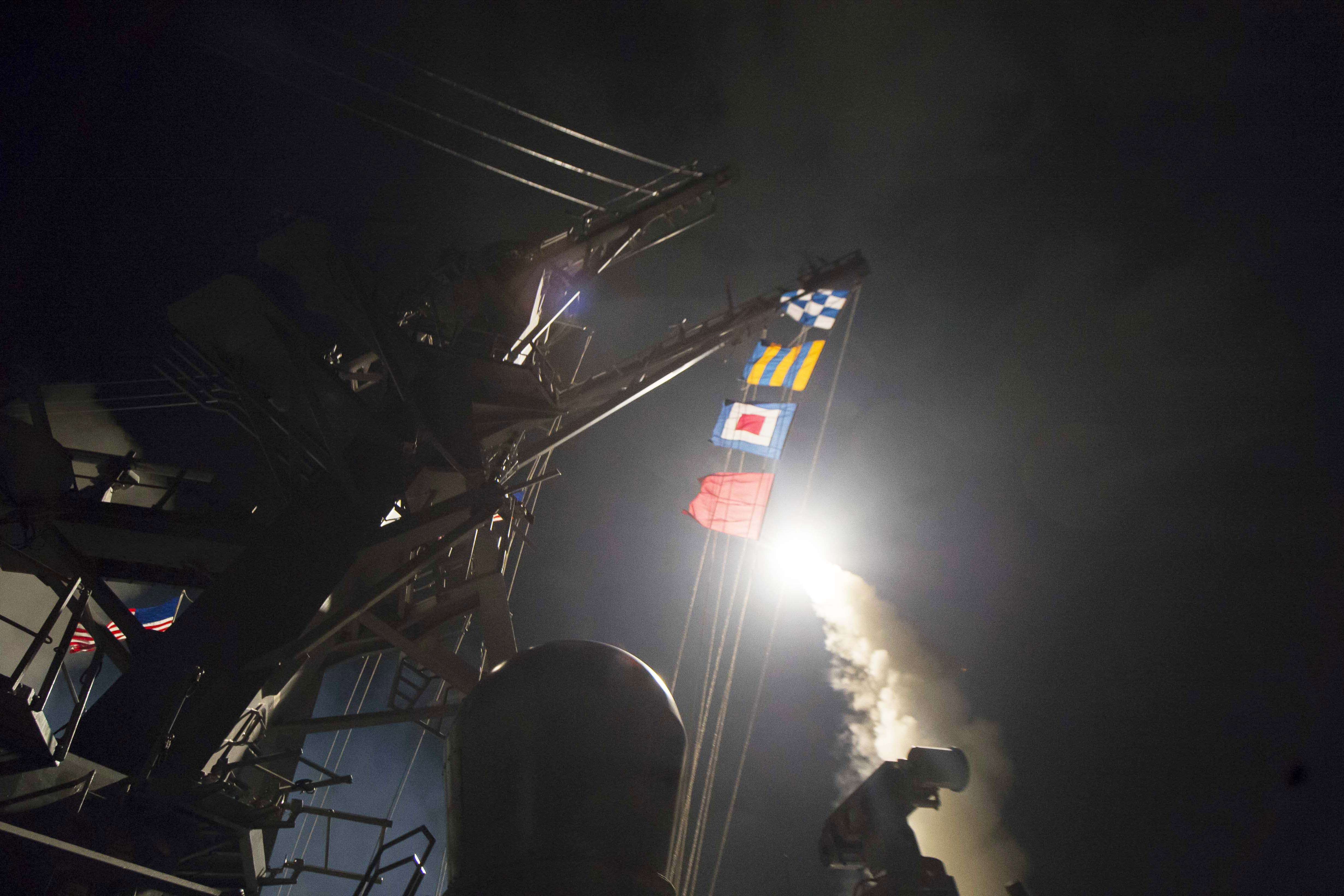
Запуск ракет з USS Ross

У відповідь на хімічну атаку, 7 квітня 2017 року, ВМС США здійснили ракетний удар по авіабазі Шайрат. Об'єктами стали сирійські заправна і логістична інфраструктура, бункери зі зброєю, системи ППО і радари. Ракетний удар по авіабазі Шайрат став першим цілеспрямованим ударом Сполучених Штатів по підрозділах, що воюють на боці режиму Ассада за всі 6 років громадянської війни і тому може розглядатись як істотне відхилення від політики невтручання попередньої адміністрації Барака Обами.
12 квітня 2017 року відбулось засідання Ради Безпеки ООН. Запропонована Францією, Великою Британією, та Сполученими Штатами резолюція засуджувала «використання хімічної зброї в Сирії, зокрема, в атаці на Хан-Шейхун». Також документ закликав уряд Сирії виконувати всі відповідні рекомендації Організації із заборони хімічної зброї (ОЗХЗ), місії з встановлення фактів, та механізму спільних розслідувань ОЗХЗ-ООН. Проте резолюція не була ухвалена через вето постійного члена РБ ООН — Російської Федерації. Ефіопія, Казахстан, та Китай утримались.
13 квітня агентство CNN, опираючись на джерело в американському уряді, повідомило про перехоплення розвідкою США повідомлень, в яких сирійські військові і хімічні експерти говорили про підготовку атаки із застосуванням зарину в Хан-Шейхуні.
21 квітня 2017 року уряд Канади повідомив про запровадження нових санкцій проти 17 високопосадовців з режиму Ассада та 5 установ пов'язаних з атакою на Хан-Шейхун.
24 квітня Управління з контролю за іноземними активами (OFAC) Міністерства фінансів США ввело санкції стосовно 271 працівників Сирійського дослідницького центру (SSRC), причетних, на думку американського уряду, до виготовлення зброї масового ураження для сирійського режиму. Вважається, що всі вони щонайменше з 2012 року працювали над програмою створення хімічної зброї.